# Solofra
Solofra ist eine italienische Gemeinde mit 12.021 Einwohnern (Stand 31. Dezember 2023) in der Provinz Avellino in der Region Kampanien. Der Ort ist Teil der Comunità Montana Irno – Solofrana.

## Geografie
Solofra liegt an der Solofrana, einem Nebenfluss des Sarno. Die Nachbargemeinden sind Aiello del Sabato, Calvanico (SA), Contrada, Montoro und Serino. Die Ortsteile sind Sant'Agata Irpina und Sant'Andrea Apostolo.

## Geschichte
Nach dem Kriegseintritt Italiens im Juni 1940 errichtete das faschistische Regime in Solofra ein Internierungslager (campo di concentramento) für Frauen. Es befand sich in einem zentral gelegenen privaten Wohnhaus an der via Misericordia. Manche Internierte wurden wegen Prostitution, andere wegen politischer Unzuverlässigkeit eingewiesen. Die hygienisch-sanitären Zustände waren ausreichend. Im Februar 1943 befanden sich 26 Insassinnen im Lager, die aus Italien, Frankreich, Jugoslawien, Polen, Russland, Belgien, Griechenland, England, Rumänien, Deutschland, ferner aus der Tschechoslowakei, aus den Niederlanden und aus der Türkei stammten. Das Lager wurde im Januar 1944 endgültig aufgelöst.

## Wirtschaft
Solofra ist bekannt für seine Lederindustrie und beherbergt eine Vielzahl von Gerbereien.

## Bedeutende Persönlichkeiten
- Felice Guarini (tätig um 1606), Maler, Vater von Giovan Tommaso Guarini
- Giovan Tommaso Guarini (1573–1637), Maler und Leiter einer künstlerischen Werkstatt in Solofra, Vater von Francesco Guarini
- Francesco Guarini oder Guarino (1611–1651), Maler des Frühbarock
- Fabiano Parisi (* 2000), Fußballspieler